# 12-Stunden-Rennen von Sebring 2008

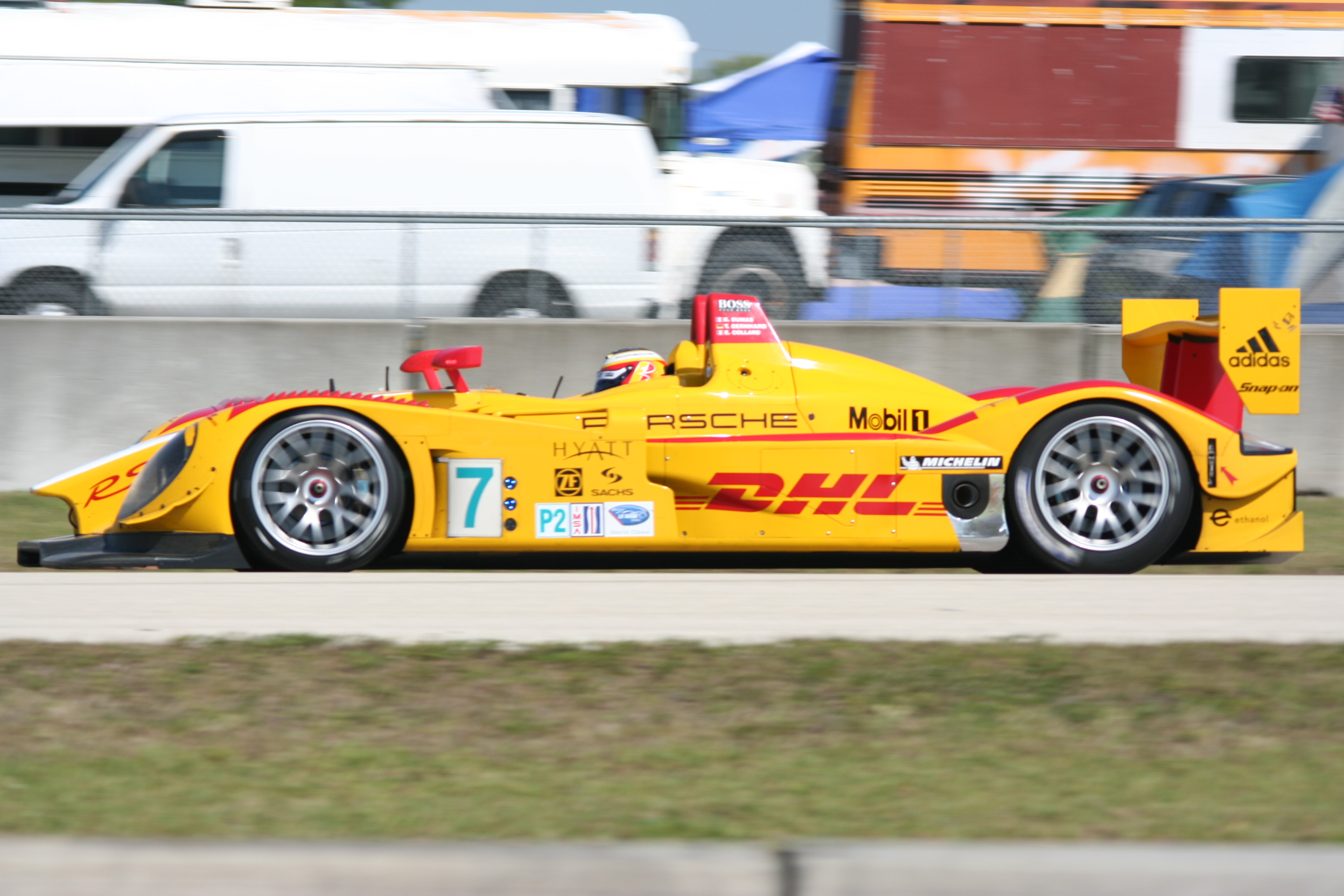
Der siegreiche Penske-Racing-Porsche RS Spyder von Timo Bernhard, Romain Dumas und Emmanuel Collard....

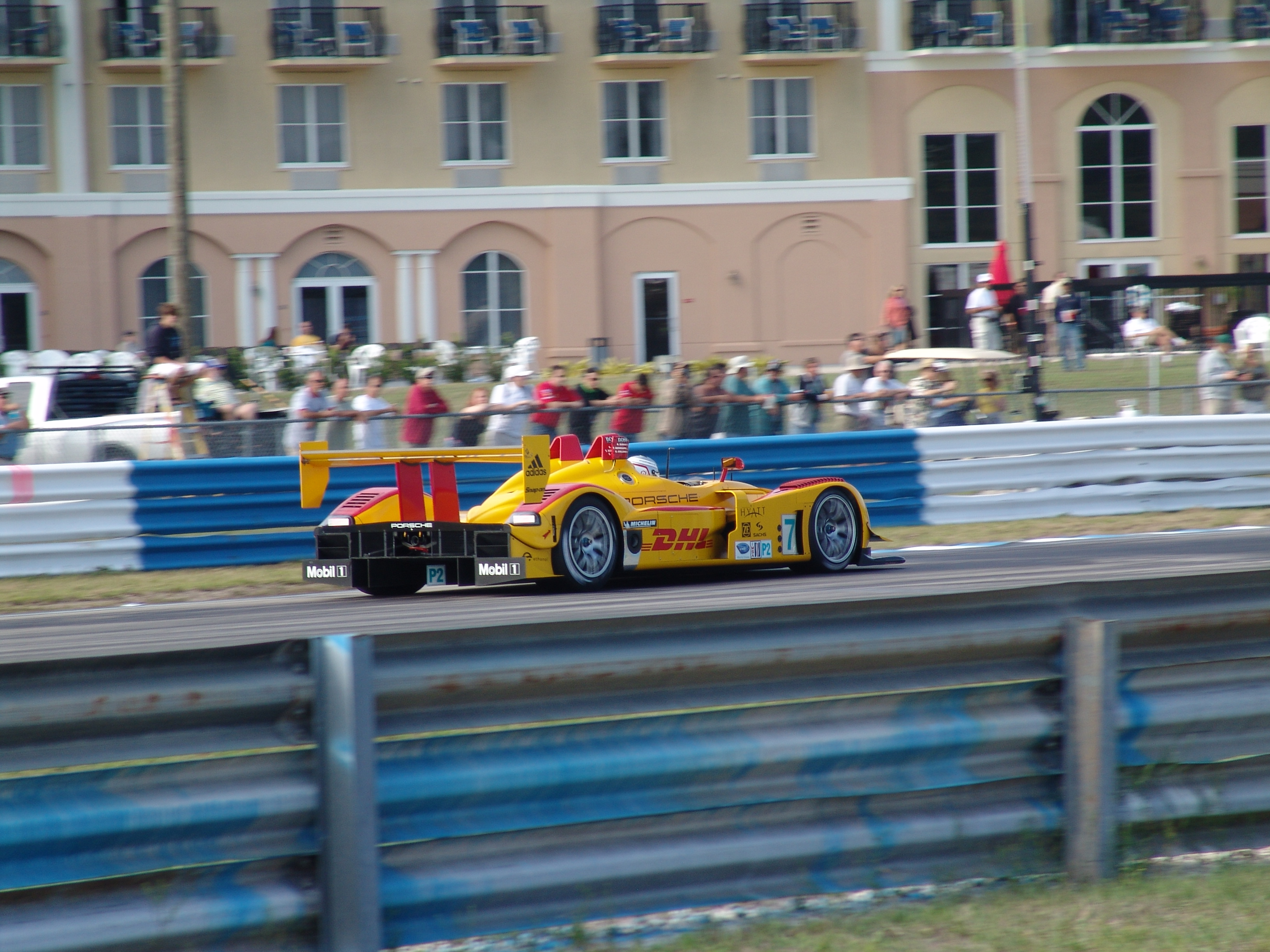
....während des Rennens

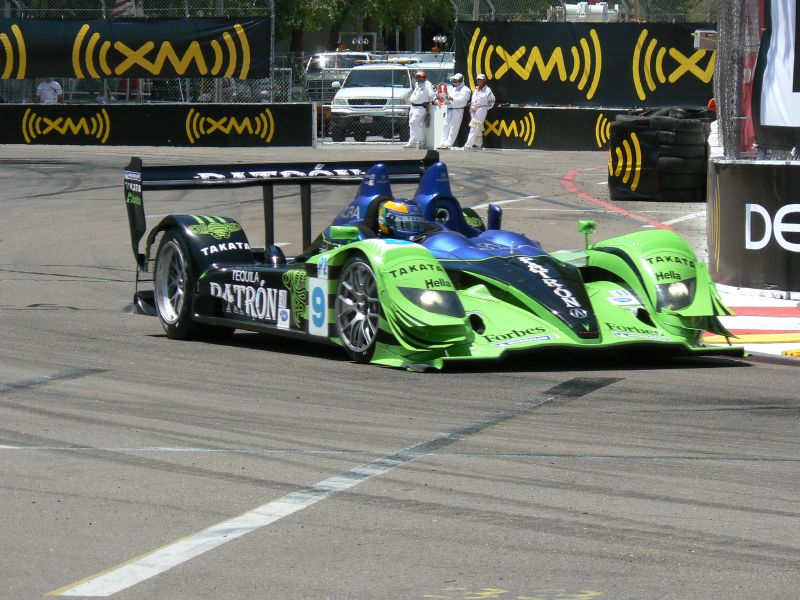
Der Patron-Highcroft-Racing-Acura ARX-01b, den David Brabham, Scott Sharp und Stefan Johansson an die fünfte Stelle der Gesamtwertung pilotierten

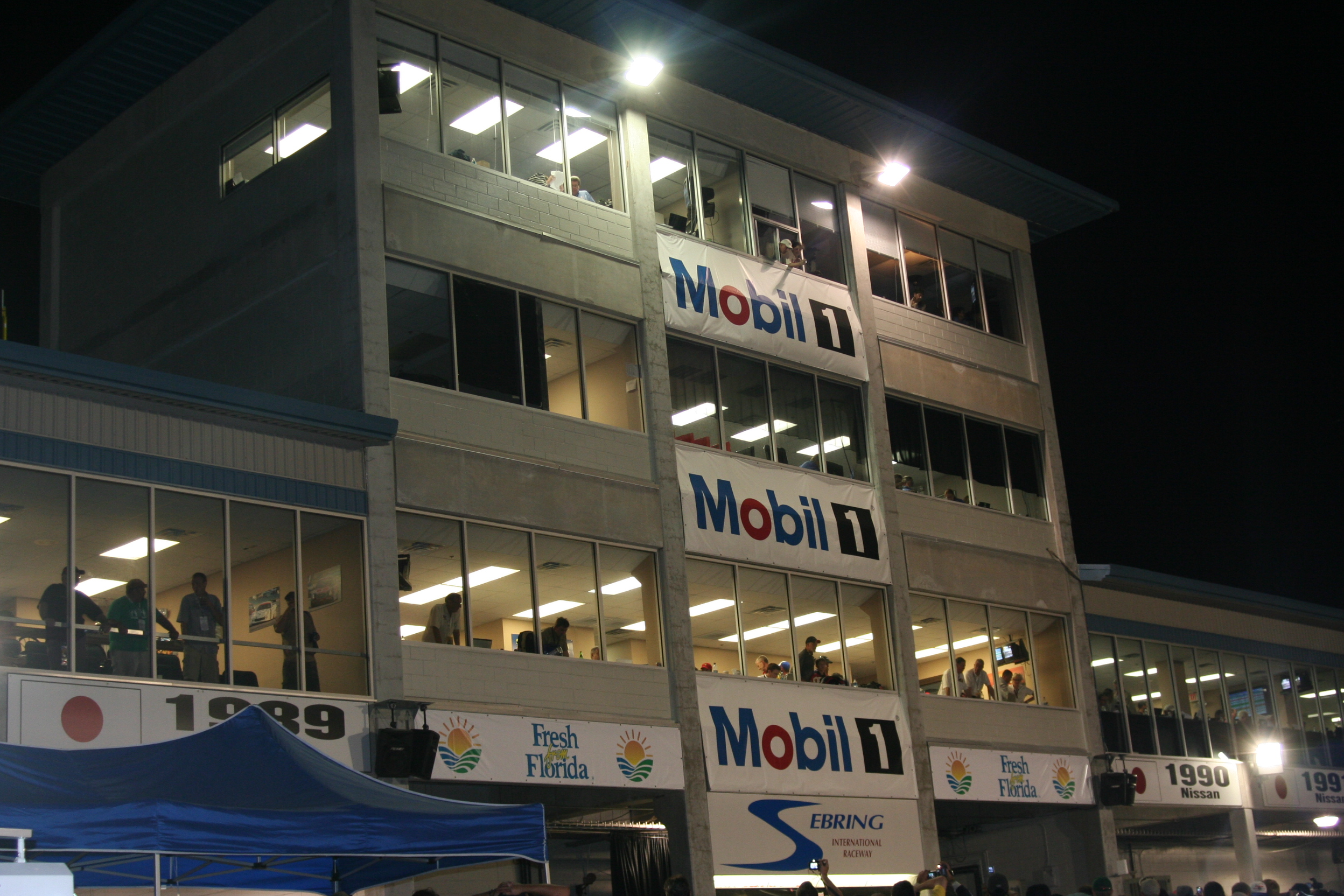
Das Pressebüro an der Boxenanlage in der Nacht

Das 56. 12-Stunden-Rennen von Sebring, auch 56th Annual Mobil 1 Twelve Hours of Sebring presented by Fresh From Florida, Sebring International Raceway, fand am 15. März 2008 auf dem Sebring International Raceway statt und war der erste Wertungslauf der ALMS-Saison 2008.

## Das Rennen
Ein LMP2-Rennwagen gewinnt gegen die starke Konkurrenz der LMP1-Werks-Audi R10 TDI und des Peugeot 908 HDi FAP. Was beim 24-Stunden-Rennen von Le Mans der 2000er-Jahre völlig unmöglich schien, wurde in Sebring 2008 Realität.
Audi hatte zwei R10 TDI über die nordamerikanische Tochter Audi Sport North America gemeldet. Der Einsatz wurde wie in den vergangenen Jahren von Technikern und Mechanikern von Joest Racing abgewickelt. Im Fahrzeug mit der Startnummer 1 gingen Rinaldo Capello, Tom Kristensen und Allan McNish an den Start. Den zweiten Audi (Startnummer 2) pilotierten Marco Werner, Lucas Luhr und Mike Rockenfeller. Peugeot brachte nur einen 908 HDi FAP nach Sebring, der Nicolas Minassian, Stéphane Sarrazin und Pedro Lamy anvertraut wurde.
Stark besetzt war die LMP2-Klasse. Roger Penske hatte wie das Dyson Racing Team zwei Porsche RS Spyder gemeldet. Ein fünfter RS Spyder kam von Horag Racing aus der Schweiz. Große Gegner der Porsche-Teams waren die Acura ARX-01b. Beginnend mit dem Jahr 2007 hatte Acura sein nordamerikanisches Motorsportengagement um die American Le Mans Series erweitert. Die auf dem Chassis des Courage-ORECA LC70 basierenden Rennwagen wurden für die Saison 2008 adaptiert.
Beim Rennstart ging Nicolas Minassian, vorbei am Trainingsschnellsten Rinaldo Capello, in Führung, die er die ersten 44 Runden innehatte. Es war die einzige Rennphase, in der der Peugeot in Führung lag. In weiterer Folge gab es am 908 HDi FAP immer wieder Probleme mit der Hydraulik, die dafür sorgten, dass der Wagen nicht mehr um die Spitze mitkämpfen konnte. Im Ziel hatte das Fahrzeug 33 Runden auf den Siegerwagen verloren. Bei Audi gab es schon nach wenigen Runden erste Probleme, als Capello nach einer Kollision mit einem Flying-Lizard-GT2-Porsche eine Stop-and-Go-Strafe erhielt. Schon bald stellte sich heraus, dass sich die schnellsten LMP2-Boliden nicht abschütteln ließen, und nach den beginnenden Hydraulik-Problemen bei Peugeot lagen für jeweils zwei Runden der Acura ARX-01b von Marco Andretti und der Porsche RS Spyder von Timo Bernhard in Führung. Zur Halbzeit des Rennens lagen dennoch beide Audis in Führung, als dort die Probleme überhandnahmen. Mike Rockefeller, Marco Werner und Lucas Luhr verloren in Summe 18 Runden an der Box, weil der rechte Turbolader und die vorderen Bremsscheiben gewechselt werden mussten. Im Ziel reichte es nur für den sechsten Gesamtrang, fünf Plätze vor dem Peugeot. Auch beim zweiten Audi mussten die vorderen Bremsscheiben gewechselt werden, dazu kamen Probleme mit der Spurstange, die das Handling negativ beeinflussten.
Um den Gesamtsieg entbrannte ein heftiger Dreikampf der beiden Dyson-RS Spyder mit dem Penske-Racing-Spyder mit der Nummer 7. Immer in derselben Runde mit dem jeweiligen Führungsfahrzeug, aber nie ganz vorne, lag das gesamte Rennen der Acura von Luis Díaz und Adrián Fernández. Den letzten Führungswechsel gab es in der 320 Rennrunde, als Romain Dumas an Andy Lally vorbeiging und 31 Runden später das Rennen mit dem minimalen Vorsprung von zwei Sekunden gewann. Der drittplatzierte Acura von Díaz und Fernández wurde nach der Siegerehrung wegen einer nicht regelkonformen Bremsanlage disqualifiziert und aus der Wertung genommen. Damit rückte mit dem Audi mit der Nummer 1 doch noch ein LMP1-Wagen unter die ersten Drei.
Für Porsche war der Triumph der erste Gesamtsieg in Sebring seit dem Erfolg von Hans-Joachim Stuck und Klaus Ludwig im 962 1988.

## Ergebnisse

### Schlussklassement
| 1               | LMP2 | 7   | Penske Racing                | Timo Bernhard Romain Dumas Emmanuel Collard        | Porsche RS Spyder             | 351 |
| 2               | LMP2 | 20  | Dyson Racing Team            | Butch Leitzinger Marino Franchitti Andy Lally      | Porsche RS Spyder             | 351 |
| 3               | LMP1 | 1   | Audi Sport North America     | Rinaldo Capello Tom Kristensen Allan McNish        | Audi R10 TDI                  | 351 |
| 4               | LMP2 | 16  | Dyson Racing Team            | Chris Dyson Guy Smith                              | Porsche RS Spyder             | 350 |
| 5               | LMP2 | 9   | Patron Highcroft Racing      | David Brabham Scott Sharp Stefan Johansson         | Acura ARX-01b                 | 349 |
| 6               | LMP1 | 2   | Audi Sport North America     | Marco Werner Lucas Luhr Mike Rockenfeller          | Audi R10 TDI                  | 333 |
| 7               | LMP2 | 27  | Horag Racing                 | Jan Lammers Fredy Lienhard Didier Theys            | Porsche RS Spyder             | 333 |
| 8               | GT1  | 3   | Chevrolet Corvette Racing    | Jan Magnussen Johnny O’Connell Ron Fellows         | Chevrolet Corvette C6.R       | 328 |
| 9               | LMP1 | 37  | Intersport Racing            | Jon Field Clint Field Richard Berry                | Lola B06/10                   | 327 |
| 10              | GT1  | 4   | Chevrolet Corvette Racing    | Oliver Gavin Olivier Beretta Massimiliano Papis    | Chevrolet Corvette C6.R       | 320 |
| 11              | LMP1 | 07  | Equipe Peugeot Total         | Nicolas Minassian Stéphane Sarrazin Pedro Lamy     | Peugeot 908 HDi FAP           | 318 |
| 12              | GT2  | 45  | Flying Lizard Motorsports    | Wolf Henzler Jörg Bergmeister Marc Lieb            | Porsche 997 GT3 RSR           | 314 |
| 13              | GT2  | 44  | Flying Lizard Motorsports 44 | Darren Law Alex Davison Seth Neiman                | Porsche 997 GT3 RSR           | 311 |
| 14              | GT2  | 61  | Risi Competizione            | Niclas Jönsson Tracy Krohn Eric van de Poele       | Ferrari F430 GTC              | 308 |
| 15              | GT2  | 73  | Tafel Racing                 | Allan Simonsen Pierre Ehret Jim Tafel              | Ferrari F430 GTC              | 305 |
| 16              | GT1  | 008 | Bell Motorsports             | Antonio García Terry Borcheller Chapman Ducote     | Aston Martin DBR9             | 299 |
| 17              | GT2  | 11  | Primetime Race Group         | Joel Feinberg Chris Hall                           | Dodge Viper Competition Coupe | 295 |
| 18              | GT2  | 5   | VICI Racing                  | Craig Stanton Nathan Swartzbaugh Uwe Alzen         | Porsche 997 GT3 RSR           | 286 |
| 19              | GT2  | 71  | Tafel Racing                 | Dirk Müller Rob Bell Dominik Farnbacher            | Ferrari F430 GTC              | 280 |
| 20              | GT2  | 46  | Flying Lizard Motorsports    | Johannes van Overbeek Richard Lietz Patrick Pilet  | Porsche 997 GT3 RSR           | 280 |
| Disqualifiziert |      |     |                              |                                                    |                               |     |
| 21              | LMP1 | 15  | Lowe’s Fernandez Racing      | Luis Díaz Adrián Fernández                         | Acura ARX-01b                 | 351 |
| Ausgefallen     |      |     |                              |                                                    |                               |     |
| 22              | LMP2 | 26  | Andretti Green Racing        | Marco Andretti Christian Fittipaldi Bryan Herta    | Acura ARX-01b                 | 287 |
| 23              | LMP1 | 12  | Autocon Motorsports          | Chris McMurry Tony Burgess Bryan Willman           | Creation CA06/H               | 250 |
| 24              | GT2  | 21  | Panoz Team PTG               | Tommy Milner Joey Hand Tom Sutherland              | Panoz Esperante GT-LM         | 200 |
| 25              | GT2  | 40  | Robertson Racing             | David Murry Andrea Robertson David Robertson       | Ford GT-R                     | 186 |
| 26              | GT2  | 77  | Autoracing Club Bratislava   | Miroslav Konôpka Mauro Casadei Miroslav Hornak     | Porsche 996 GT3-RS            | 173 |
| 27              | GT2  | 62  | Risi Competizione            | Jaime Melo Mika Salo Gianmaria Bruni               | Ferrari F430 GTC              | 137 |
| 28              | GT2  | 87  | Farnbacher Loles             | Dirk Werner Marc Basseng Bryce Miller              | Porsche 997 GT3 RSR           | 136 |
| 29              | GT2  | 28  | LG Motorsports               | Marc Goossens Doug Peterson Lou Gigliotti          | Chevrolet Corvette C6.R       | 99  |
| 30              | LMP2 | 32  | Barazi Epsilon               | Michael Vergers Jean-Christophe Ravier Juan Barazi | Zytek 07S                     | 88  |
| 31              | GT2  | 007 | Drayson-Barwell              | Paul Drayson Jonny Cocker Tim Sugden               | Aston Martin DBR9             | 70  |
| 32              | LMP2 | 6   | Penske Racing                | Sascha Maassen Patrick Long Ryan Briscoe           | Porsche RS Spyder             | 29  |
| Nicht gestartet |      |     |                              |                                                    |                               |     |
| 33              | LMP2 | 8T  | B-K Motorsport               | Ben Devlin Gerardo Bonilla Raphael Matos           | Lola B07/46                   | 1   |
| 34              | GT2  | 48  | Corsa Motorsports            | Gunnar Jeannette Johnny Mowlem Ralf Kelleners      | Ferrari F430 GTC              | 2   |
| 35              | LMP1 | 1T  | Audi Sport North America     | Rinaldo Capello Tom Kristensen Allan McNish        | Audi R10 TDI                  | 3   |
| 36              | LMP2 | 8   | B-K Motorsports              | Ben Devlin Gerardo Bonilla Raphael Matos           | Lola B07/46                   | 4   |
| 37              | GT2  | 18  | Corsa Motorsports            | Gunnar Jeannette Ralf Kelleners                    | Ferrari F430 GTC              | 5   |
| 38              | LMP1 | 10  | ECO Racing                   | Ben Collins Harri Toivonen Simon Wright            | Radical SR10                  | 6   |

1 vor dem Start disqualifiziert
2 nicht gestartet
3 Trainingswagen
4 Unfall im Qualifikationstraining
5 Ersatzwagen
6 technische Abnahme nicht bestanden

### Nur in der Meldeliste
Zu diesem Rennen sind keine weiteren Meldungen bekannt.

### Klassensieger
| Klasse | Fahrer          | Fahrer           | Fahrer           | Fahrzeug                | Platzierung im Gesamtklassement |
| ------ | --------------- | ---------------- | ---------------- | ----------------------- | ------------------------------- |
| LMP1   | Rinaldo Capello | Tom Kristensen   | Allan McNish     | Audi R10 TDI            | Rang 3                          |
| LMP2   | Timo Bernhard   | Romain Dumas     | Emmanuel Collard | Porsche RS Spyder       | Gesamtsieg                      |
| GT1    | Jan Magnussen   | Johnny O’Connell | Ron Fellows      | Chevrolet Corvette C6.R | Rang 8                          |
| GT2    | Wolf Henzler    | Jörg Bergmeister | Marc Lieb        | Porsche 997 GT3 RSR     | Rang 12                         |

### Renndaten
- Gemeldet: 38
- Gestartet: 32
- Gewertet: 21
- Rennklassen: 4
- Zuschauer: unbekannt
- Wetter am Renntag: unbekannt
- Streckenlänge: 5,955 km
- Fahrzeit des Siegerteams: 12:01:39,587 Stunden
- Gesamtrunden des Siegerteams: 351
- Gesamtdistanz des Siegerteams: 2090,055 km
- Siegerschnitt: 173,771 km/h
- Pole Position: Rinaldo Capello - Audi R10 TDI (#1) - 1:43,195 - 207,728 km/h
- Schnellste Rennrunde: Pedro Lamy - Peugeot 908 HDi-FAP (#07) - 1:44,536 - 205,063 km/h
- Rennserie: 1. Lauf zur ALMS-Saison 2008